# Китайский квартал (фильм)
«Кита́йский кварта́л» (англ. Chinatown) — американский мистический фильм в стиле неонуар 1974 года, полнометражный фильм режиссёра Романа Полански по сценарию Роберта Тауна. В главных ролях снимались Джек Николсон и Фэй Данауэй. Он был вдохновлён калифорнийскими водными войнами — серией споров из-за водных ресурсов Южной Калифорнии в начале 20-го века, в ходе которых интересы Лос-Анджелеса обеспечили себе права на воду в долине Оуэнс. Фильм Роберта Эванса, выпущенный компанией Paramount Pictures, стал последним фильмом Полански в Соединённых Штатах и содержит много элементов фильма нуар, в частности, многослойную историю, которая является частью мистики и частью психологической драмы.
Премьера фильма состоялась 20 июня 1974 года в США. Кинолента заняла 13 место в списке 500 лучших фильмов по версии журнала Empire. На 47-й церемонии вручения премии «Оскар» фильм был номинирован на 11 премий «Оскар», а Таун получил награду за лучший оригинальный сценарий. Фильм был отмечен премиями «Золотой глобус» за лучший фильм — драму, лучшую режиссёрскую работу, лучшую мужскую роль — драма и лучший сценарий. Американский институт киноискусства поставил его на второе место в десятке лучших детективных фильмов 2008 года. В 1991 году фильм был отобран Библиотекой Конгресса для сохранения в Национальном реестре фильмов Соединенных Штатов как «имеющий культурное, историческое или эстетическое значение». Его также часто называют одним из величайших фильмов всех времён. На 14 апреля 2025 года является 165-м в списке 250 лучших фильмов по версии IMDB.
В 1990 году на экраны вышел сиквел «Два Джейка», в котором снова снялся Джек Николсон, который также был режиссёром, а Роберт Таун вернулся к написанию сценария. Фильм не смог сравниться по популярности со своим предшественником.

## Сюжет
В 1937 году женщина, назвавшаяся Эвелин Малрэй, нанимает частного детектива Дж. Дж. «Джейка» Гиттеса, чтобы тот следил за её мужем Холлисом Малрэем, главным инженером департамента водоснабжения Лос-Анджелеса, которого она подозревает в романе. Гиттес присутствует на публичном собрании, на котором Малрэй заявляет, что строительство новой плотины было бы небезопасно в свете катастрофического разрушения предыдущей. Гиттес следует за Малрэем, который делает несколько остановок на объектах департамента водоснабжения Лос-Анджелеса, в конечном итоге преследуя его до Тихого океана, где и Гиттес, и Малрэй становятся свидетелями большого сброса воды в океан.
На следующий день Гиттесу звонит один из его сотрудников, который нашёл Малрэя в компании молодой женщины. Гиттес фотографирует Малрэя с ней, позднее снимки публикуются в газете. Вернувшись в свой офис, Гиттес сталкивается с настоящей Эвелин Малрэй, которая угрожает подать на него в суд. Понимая, что его подставили, Гиттес предполагает, что настоящей целью является Холлис Малрэй. Гиттес едет к водохранилищу в поисках улик, но вместо этого находит своего старого знакомого, лейтенанта Лу Эскобара из департамента полиции Лос-Анджелеса. Тело Малрэя было найдено в водохранилище; по-видимому, он утонул.
Теперь, работая на Эвелин, Гиттес расследует смерть Малрэя как убийство. Он обнаруживает, что, несмотря на засуху, каждую ночь из водохранилища выбрасывается огромное количество воды. Гиттеса предупреждают начальник службы безопасности департамента водоснабжения Клод Малвихилл и приспешник, который режет Гиттесу левую ноздрю. Вернувшись в свой офис, Гиттес получает звонок от Иды Сэшнс, которая ранее выдала себя за миссис Малрэй. Она отказывается раскрывать, кто её нанял, но говорит Гиттесу проверить некрологи того дня.
Гиттес узнает, что Малрэй когда-то был деловым партнёром богатого отца Эвелин, Ноя Кросса. Гиттес встречается с ним, и тот предлагает удвоить гонорар частного детектива за поиск пропавшей любовницы Малрэя. В архиве Гиттес обнаруживает, что большая часть северо-западной части долины Сан-Фернандо недавно сменила владельца. В апельсиновой роще в долине на него нападают разгневанные землевладельцы, которые посчитали его представителем департамента водоснабжения, действиями которого они недовольны.
Гиттес делает вывод, что департамент водоснабжения осушает землю, чтобы её можно было купить по дешёвке, и что Малрэй был убит, когда раскрыл план. Из наводки Иды Сэшнс Гиттес обнаруживает, что часть собственности в долине Сан-Фернандо была куплена недавно умершим жильцом дома престарелых. Гиттес и Эвелин обманом проникают в дом престарелых и убеждаются в том, что другие сделки с недвижимостью были тайно заключены от имени ничего не подозревающих жильцов. Их визит прерывает подозрительный директор, позвонивший Малвихиллу. После побега от Малвихилла и его головорезов Гиттес и Эвелин прячутся в доме Эвелин и спят вместе. Ночью Эвелин звонят по телефону, и она должна внезапно уйти; Эвелин предупреждает Гиттеса, что её отец опасен. Гиттес следует за машиной Эвелин к дому, где видит, как та утешает любовницу Малрэя. Он обвиняет Эвелин в том, что она держит женщину в плену, но она утверждает, что это её сестра.
На следующий день анонимный звонок приводит Гиттеса в квартиру Иды Сэшнс, где он находит её тело. Лейтенант Эскобар, который ждёт там, говорит, что в лёгких Малрэя обнаружена солёная вода: это указывает на то, что он не утонул в водохранилище с пресной водой. Эскобар подозревает, что Эвелин убила его, и говорит Гиттесу быстро доставить её. В особняке Малрэев Эвелин нет, а слуги собирают вещи в доме. Гиттес обнаруживает, что в садовом пруду солёная вода, и замечает в нём очки. Он встречается с Эвелин и интересуется девушкой Малрэя. Эвелин признаётся, что её зовут Кэтрин, и она её сестра и дочь; отец изнасиловал Эвелин, когда ей было 15 лет. Она говорит, что найденные очки не принадлежат Малрэю, так как бифокальные очки он не носил.
Эвелин собирается бежать вместе с Кэтрин в Мексику. Гиттес вызывает Кросса в дом Малрэев, чтобы уладить их сделку. Кросс признаёт своё намерение включить северо-западную долину в состав города Лос-Анджелес, а затем орошать и развивать её. Гиттес убеждается в том, что найденные им бифокальные очки принадлежат Кроссу, и обвиняет того в убийстве Малрэя. Кросс приказывает Малвихиллу забрать бифокальные очки у Гиттеса под дулом пистолета. Затем Гиттес вынужден отвезти их в Китайский квартал, где находится Эвелин. Полиция уже там и задерживает Гиттеса. Кросс приближается к Кэтрин, называя себя её дедушкой. Эвелин стреляет ему в руку и начинает уезжать с Кэтрин. Полиция открывает огонь, убивая Эвелин. Кросс хватает истеричную Кэтрин и уводит её. Эскобар приказывает освободить Гиттеса. Один из сотрудников Гиттеса уводит его с места происшествия, говоря: «Забудь об этом, Джейк, это Китайский квартал».

## В ролях
| Актёр           | Роль                   |
| --------------- | ---------------------- |
| Джек Николсон   | Дж. Дж. «Джейк» Гиттес |
| Фэй Данауэй     | Эвелин Кросс Малрэй    |
| Джон Хьюстон    | Ной Кросс              |
| Перри Лопес     | лейтенант Лу Эскобар   |
| Джон Хиллерман  | Русс Элбёртон          |
| Даррел Цверлинг | Холлис Малрэй          |
| Дайан Ладд      | Ида Сэшнс              |
| Рой Дженсон     | Клод Малвихилл         |
| Роман Полански  | человек с ножом        |
| Ричард Бакалян  | детектив Лоуч          |
| Джо Мантелл     | Лоуренс Уолш           |
| Брюс Гловер     | Даффи                  |
| Нанду Хиндс     | Софи                   |
| Джеймс О'Реа    | адвокат                |
| Джеймс Хонг     | Кан                    |
| Рой Робертс     | мэр Бэгби              |

## Технические данные
- Съёмки:	28 сентября 1973 — Ноябрь 1973
- Формат изображения:	2.35 : 1
- Камера:	Panavision Panaflex, Panavision C-Series Lenses
- Формат копии:	35 mm
- Формат съёмок:	35 mm (Eastman 100T 5254)
- Изображение:	цветное
- Язык:	английский, кантонский, испанский

## Съёмки
По словам участников съёмочной группы порой с Романом Полански работалось очень тяжело. Один из участников съёмочного процесса вспоминал, что во время съёмок сцены в ресторане, где встречаются герои Фэй Данауэй и Джека Николсона сразу после первого дубля Полански не понравилось как один волос на голове актрисы отбрасывает блик на лицо. «Немедленно привлекли стилистов, но толку не было. Несколько ассистентов пытались решить проблему, и тоже безуспешно; тогда Полански, сухо заметив, что это „стоит ему двести долларов в минуту“, подошёл к актрисе, отыскал злополучный волосок и выдернул его. Данауэй была вне себя от ярости.» На что режиссёр ей спокойно ответил: «Ты можешь сколько угодно воевать со мной, Фэй, но я не имею права на ошибку. Я ведь режиссёр».

## Награды и номинации

### Награды
«Оскар»:
- 1975 — Лучший оригинальный сценарий (Роберт Таун)

«Золотой глобус»:
- 1975 — Лучшая режиссёрская работа (Роман Полански)
- 1975 — Лучший фильм — драма
- 1975 — Лучшая мужская роль — драма (Джек Николсон)
- 1975 — Лучший сценарий (Роберт Таун)

«BAFTA»:
- 1975 — Лучшая мужская роль (Джек Николсон, в паре с фильмом «Последний наряд»)
- 1975 — Лучшая режиссура (Роман Полански)
- 1975 — Лучший оригинальный сценарий (Роберт Таун, в паре с фильмом «Последний наряд»)

«Премия Эдгара По»:
- 1975 — Лучший сценарий (Роберт Таун)

### Номинации
«Оскар»:
- 1975 — Лучшая мужская роль (Джек Николсон)
- 1975 — Лучшая женская роль (Фэй Данауэй)
- 1975 — Лучшая работа художника-постановщика/декоратора (Ричард Силберт, Стюарт Кэмпбелл, Руби Левитт)
- 1975 — Лучшая операторская работа (Джон Алонсо)
- 1975 — Лучший дизайн костюмов (Антеа Силберт)
- 1975 — Лучшая режиссура (Роман Полански)
- 1975 — Лучший монтаж (Сэм О'Стин)
- 1975 — Лучшая музыка (Джерри Голдсмит)
- 1975 — Лучший фильм (Роберт Эванс)
- 1975 — Лучший звук (Чарльз Грензбах, Ларри Джост)

«Золотой глобус»:
- 1975 — Лучшая женская роль — драма (Фэй Данауэй)
- 1975 — Лучшая музыка к фильму (Джерри Голдсмит)
- 1975 — Лучшая мужская роль второго плана — Кинофильм (Джон Хьюстон)

«BAFTA»:
- 1975 — Лучшая женская роль (Фэй Данауэй)
- 1975 — Лучшая работа художника-постановщика (Ричард Силберт)
- 1975 — Лучшая операторская работа (Джон Алонсо)
- 1975 — Лучший дизайн костюмов (Антеа Силберт)
- 1975 — Лучший фильм
- 1975 — Лучший монтаж (Сэм О'Стин)
- 1975 — Лучшая мужская роль второго плана (Джон Хьюстон)

### Последующее признание
- Национальный реестр фильмов (1991)
- 100 лучших американских фильмов за 100 лет по версии AFI: 19 место (1998), 21 место (2007)
- 100 самых остросюжетных американских фильмов за 100 лет по версии AFI (2001) — 16 место
- 100 лучших героев и злодеев по версии AFI (2003) — Ноа Кросс занял 16 место в списке кинозлодеев
- 100 известных цитат из американских фильмов за 100 лет по версии AFI (2005) — фраза «Забудь об этом, Джейк, это Китайский квартал» заняла 74 место
- 10 лучших детективных фильмов по версии AFI (2008) — 2 место